# Boesenbergia longipetiolata
Boesenbergia longipetiolata là một loài thực vật có hoa trong họ Gừng. Loài này được (Ridl.) Merr. mô tả khoa học đầu tiên năm 1924.